# Jerusalem (film)
Jerusalem är en svensk dramafilm som hade biopremiär i Sverige den 6 september 1996 regisserad av Bille August. Filmen gjordes även i en TV-version om fyra entimmesavsnitt som hade premiär på SVT1 25 december 1997.

## Handling
Filmen handlar om ett litet samhälle i Sverige där Ingmar bor med sin mor, far och syster Karin. Ingmars far, Stor-Ingmar, dör efter en olycka när han räddar två barn som flutit iväg på en flotte i en fors. Den hemkomne, dödligt skadade Stor-Ingmar ger den unge pojken Ingmar det framtida uppdraget att ta hand om samhället eftersom de kommer att behöva en ledare när han har blivit stor. När Ingmar blivit större förälskar han sig i en flicka som heter Gertrud och flyttar upp i skogen för att såga träd och tjäna ihop pengar så att han kan fria till Gertrud när han kommer tillbaka. Men när han väl kommer hem får han hemska nyheter. Efter att Ingmar räddat Hellgums liv har han bara en sak han begär av mannen, att han flyttar iväg från bygden. Mannen går med på det men innan han flyttar lyckas han lura med sig nästan hela bygden till Jerusalem. De ska flytta till Jerusalem för att starta ett nytt liv och leva enligt Guds lagar.

## Om filmen
Som förlaga till filmen har man använt Selma Lagerlöfs romansvit Jerusalem från år 1901 och 1902. Romansviten består av delarna I Dalarne och I det heliga landet. Dubbelromanen har filmats fem gånger tidigare som stumfilmer.

## Rollista (i urval)
- Ulf Friberg – Ingmar Ingmarsson
- Maria Bonnevie – Gertrud
- Pernilla August – Karin Ingmarsdotter
- Reine Brynolfsson – Tim Halvors[3] (Tims Halvor Halvorsson i boken)[4]
- Lena Endre – Barbro
- Jan Mybrand – Gabriel
- Sven-Bertil Taube – Hellgum
- Björn Granath – Storm
- Viveka Seldahl – Stina
- Mona Malm – Eva Gunnarsdotter
- Hans Alfredson – Mats Hök
- Max von Sydow – kyrkoherden
- Olympia Dukakis – Mrs. Gordon (Mother)
- Johan Rabaeus – Eljas
- Sven Wollter – Stor-Ingmar
- Mats Dahlbäck – Hans Berger
- Anders Nyström – Sven Persson
- André Beinö – Lill-Ingmar
- Lars Engström – doktorn